# Милачевићи
Милачевићи су насељено мјесто у општини Сребреница, Република Српска, БиХ. Према попису становништва из 2013. у насељу је живјело 105 становника.

## Становништво 1991.
По посљедњем службеном попису становништва из 1991. године, насељено мјесто Милачевићи имало је 744 становника, сљедећег националног састава:
| Националност       | 1991.        |
| Муслимани          | 732 (98,38%) |
| Срби               | 10 (1,34%)   |
| остали и непознато | 2 (0,28%)    |
| укупно             | 744          |

| Демографија | Демографија | Демографија |
| Година      | Становника  | Становника  |
| ----------- | ----------- | ----------- |
| 1948.       | 426         |             |
| 1953.       | 469         |             |
| 1961.       | 526         |             |
| 1971.       | 590         |             |
| 1981.       | 702         |             |
| 1991.       | 744         |             |
| 2013.       | 125         |             |